# Gejkovac
Gejkovac is een plaats in de gemeente Vojnić in de Kroatische provincie Karlovac. De plaats telt 211 inwoners (2001).